# Emilie Moberg
Emilie Moberg (nascida em 12 de julho de 1991) é uma ciclista norueguesa. Nos Jogos Olímpicos de Verão de 2012 em Londres, competiu representando a Noruega na prova de estrada feminina, mas terminou acima do limite de tempo.